# Edoardo Lucchina
Edoardo Lucchina (Velate, 14 aprile 1925 – Biella, 25 giugno 2015) è stato un fisarmonicista italiano.

## Biografia
Nipote e figlio d'arte, il nonno paterno suonava la fisarmonica in Francia, mentre il padre, Mario Lucchina, con il suo trio aveva trasmesso per dodici anni da Radio Tolosa.
Ricevuti i primi insegnamenti musicali in famiglia, a undici anni Edoardo vince un concorso interregionale a Roma.
Si diploma in fisarmonica al Conservatorio Giuseppe Verdi di Milano dopodiché, nel secondo dopoguerra, entra nell'orchestra della Rai di Milano diretta dal Maestro Mario Consiglio.
In seguito forma un proprio complesso, con cui inizia ad incidere per la Durium, l'etichetta a cui resterà legato per tutto il periodo della sua attività. Con i primi incassi si costruisce una villa, Villa Fosca, a Marchirolo, dove abita con la moglie Marisa, sposata nel 1955.
Ha effettuato tournée e pubblicato dischi in tutto il mondo, incidendo versioni di grandi successi arrangiati per la fisarmonica e brani originali.
Per tutta la sua carriera ha suonato fisarmoniche Excelsior di Castelfidardo. Si è ritirato dall'attività alla fine degli anni settanta.
In SIAE sono accreditate a suo nome 92 canzoni

## Discografia parziale

### Album
- 1955: Ballando con Edoardo Lucchina - Prima raccolta di successi (Durium, ms Al 505)
- 1955: Ballando con Lucchina - Seconda raccolta di successi (Durium, ms Al 513)
- 1956: Ballando con Edoardo Lucchina - Terza raccolta di successi (Motivi del tempo passato) (Durium, ms Al 525)
- 1956: Tanghi celebri (Durium, ms Al 538)
- 1956: Ballabili con ritornello cantato (Durium, ms Al 539)
- 1956: Ballando sui motivi del Festival di Sanremo 1956 (Durium, ms Al 557)
- 1956: Valzer celebri (Durium, ms Al 564)
- 1958: 10 tanghi moderni (Durium, ms M 600)
- 1959: 10 tanghi per fisarmonica e ritmi (Durium, ms M 609)
- 1963: Ballabili (Durium, ms M 77026)
- 1964: 14 tanghi (Durium, ms M 77082)
- 1965: Ballabili per un week-end (Durium, ms Pr 77096)
- 1973: La casa verde (Durium, ms M 77318)

### EP
- 1956: 4 tanghi (Durium, ep A 3025)
- 1957: 4 valzer viennesi (Durium, ep A 3050)
- 1958: I motivi di Sanremo (Durium, ep A 3084)
- 1964: 4 tanghi (Durium, ep M 3323)

### Singoli
Dischi a 78 giri
- 1950: C'est si bon/La tua voce (Durium, M 9686)[2]
- ????: Pampero/Abandonada (Durium, M 9932)
- 1952 rocking the mambo/una casa portuguesa (durium)
- 1952: Padam Padam/Domino (Durium, M 10094)
- 1952: Coimbra/T'amo t'amo t'amo (Durium, M 10095)
- 1952: Blue tango/Flamenco (Durium, M 10096)
- 1952: L'anima dei poeti/Mambo brasileiro (Durium, M 10097)
- 1953: Sciovia/Il cammelliere (Durium, M 10164)
- 1953: Smarrimento/Tango delle rose (Durium, M 10196)
- 1953: A media luz/No es lindo (Durium, M 10282)
- 1953: Adios Pampa mia/El tropero del amor (Durium, M 10283)
- 1953: Mi alma/Garua (Durium, M 10284)
- 1954: La testa all'ombra/Troppo orgogliosa (Durium, M 10368)

Dischi a 45 giri
- 1955: Amico tango/Cielo azzurro (Durium, Ld A 6001)
- 1955: Cumparsita/Caminito (Durium, Ld A 6002)
- 1955: Plegaria/Argentinita (Durium, Ld A 6003)
- 1955: On a bien l' temps d' pleurer/Soltanto tu (Durium, Ld A 6028)
- 1956: Vogliamoci tanto bene/Hernando's Hideaway (Durium, Ld A 6070)
- 1957: The elephant's tango/Tango napoletano (Durium, Ld A 6131)
- 1957: Los marcianos/Dos arbolitos (Durium, Ld A 6148)
- 1958: Nel blu dipinto di blu/Timida serenatae (Durium, Ld A 6214)
- 1958: Fragole e cappellini/La canzone che piace a te (Durium, Ld A 6215)
- 1958: L'edera/Giuro d'amarti così (Durium, Ld A 6216)
- 1958: Chitarra romana/Tango del mare (Durium, Ld A 6217)
- 1958: Charmaine/Quando l'amore muore (Durium, Ld A 6239)
- 1958: Arrivederci stasera/Perry Como sorride e fa... (Durium, Ld A 6317)
- 1959: Vamos/No llores, corazon! (Durium, Ld A 6605)
- 1959: Poveri milionari/Jack, Bill and Joe (Durium, Ld A 6606)
- 1960: Quando vien la sera/Invoco te (Durium, Ld A 6749)
- 1960: Tipi da spiaggia/Ya ya (Durium, Ld A 6752)
- 1960: Bruna come la luna/Me das un besito (Durium, Ld A 6780)
- 1961: Tango vigliacco/Un tango cha cha cha (Durium, Ld A 7017)
- 1962: Señora/Passione Romagnola (Durium, Ld M 7149)